# BAE Systems AB
BAE Systems AB är ett svenskt aktiebolag inom försvarsindustrin och ett dotterbolag till BAE Systems Land and Armaments, vars yttersta ägare är BAE Systems. BAE Systems AB, som bildades 2006, har i princip ingen egen verksamhet utan verkar genom dotterbolagen BAE Systems Hägglunds AB och BAE Systems Bofors.

## Affärsenheter

### BAE Systems Hägglunds
BAE System Hägglunds AB är ett verkstadsföretag i stadsdelen Gullänget i Örnsköldsvik. Företaget har sitt ursprung i Hägglund & Söners division för militära fordon, men såldes 1997 till det brittiska bolaget Alvis som i sin tur har köpts upp av BAE Systems. 
BAE System Hägglunds är med snart 2000 (2024) anställda en av Örnsköldsviks kommuns större arbetsgivare, och har genom åren haft stora exportframgångar med sina splitterskyddade bandvagnar och stridsfordon som till exempel Bandvagn 206 och Stridsfordon 90.
Sedan 1994 har företaget tillsammans med Försvarets materielverk (FMV) arbetat med utveckling av en ny fordonsfamilj, SEP. Samarbetet avbröts 2008 av FMV som inte ansåg sig ha råd att fortsätta utvecklingen, och företaget har därefter fortsatt att utveckla den hjulbaserade versionen av fordonet med egna medel. I juni 2009 förlorade företaget en offentlig upphandling genomförd av FMV där BAE Systems Hägglunds deltog med denna fordonsplattform, en upphandling som vanns av finska Patria. Detta ledde till att en tredjedel av arbetsstyrkan varslades. Företaget begärde dock överprövning, och menade att det förekommit märkliga omständigheter kring upphandlingen. 29 oktober gick Stockholms Länsrätt på BAE:s linje, som menade att det fanns vissa oklarheter i upphandlingen. FMV valde att ej överklaga beslutet. Istället påbörjades en ny upphandling den 30 december 2009. Kraven i den nya upphandlingen var i stort sett oförändrade med undantag av vissa justeringar samt förtydliganden, FMV satte den 9 mars 2010 som slutdatum för att lämna in offert till den nya upphandlingen som sedan beräknades vara slutförd till slutet av juni 2010. Den 13 augusti 2010 meddelade Försvarets materielverk (FMV) att Patria XA-360 AMV vunnit den nya upphandlingen, framför bland annat Hägglunds modell Alligator. I samband med att BAE Systems Hägglunds förlorade upphandlingen meddelades från företagets sida i början av september 2010 att projektet runt SEP och Alligator avvecklas.
I november 2015 avslöjades att norska försvarsmakten har sålt Bandvagn 206 vidare till Ryssland.
Idag är det tre fordon som produceras på Hägglunds. Stridsfordon 90, BvS10 (Bandvagn 410) och BvS10 Beowulf. 

### BAE Systems Bofors

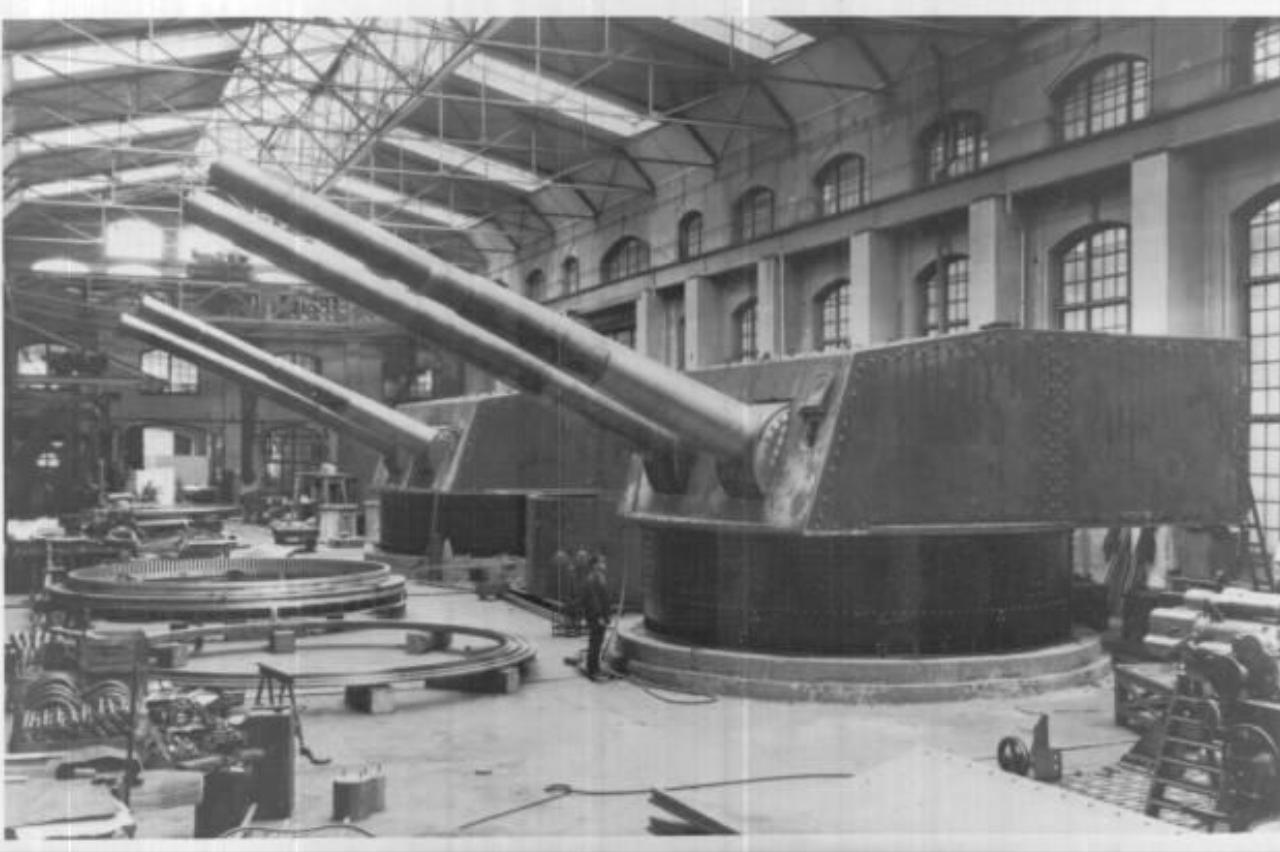
25,4 cm kanoner för finska pansarskeppet Ilmarinen under slutmontering hos AB Bofors

BAE Systems Bofors AB är ett företag som verkar inom områdena intelligent ammunition, indirekt eld, stridsfordon, marina och luftvärnssystem. Företaget styrs, leds och samordnas av det svenska aktiebolaget BAE Systems AB och ingår i den USA-baserade försvarskoncernen BAE Systems Inc., som i sin tur ägs av det brittiska BAE Systems.

#### Historia

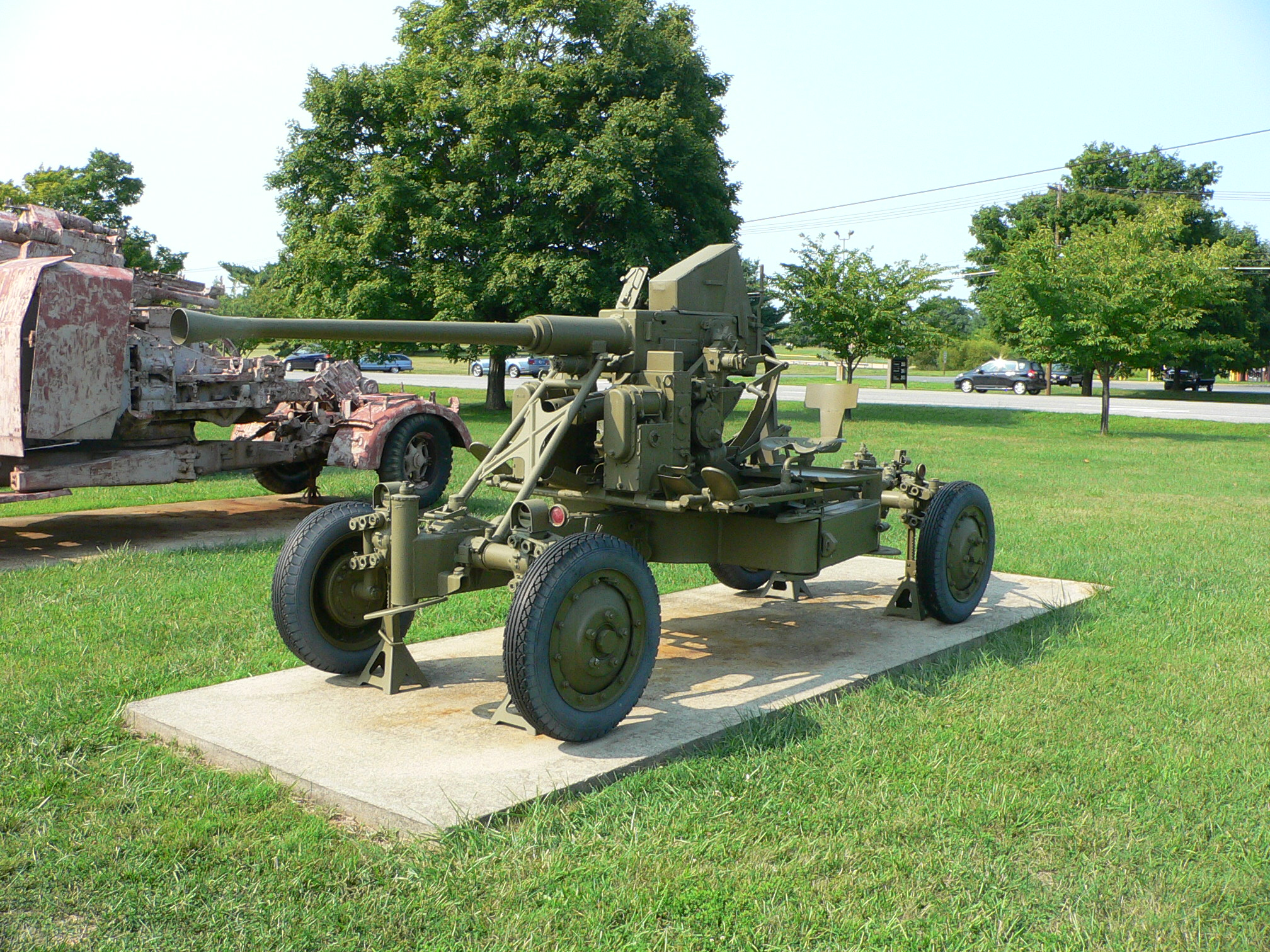
Bofors luftvärnskanon

Företaget har sitt ursprung i AB Bofors i Karlskoga, som hade tillverkat kanoner sedan slutet av 1800-talet. Efter en serie sammanslagningar såldes den del av företaget som ägnade sig åt kanoner och artilleriammunition (Celsius Bofors Weapon Systems) av Saab-gruppen till det amerikanska företaget United Defense. Den köpta verksamheten bytte namn till Bofors Defence AB. 2005 köpte den brittiska försvarskoncernen BAE Systems Ltd. upp United Defense och därmed även Bofors Defence AB. United Defense bytte namn till BAE Systems Inc. och Bofors Defence AB bytte namn till BAE Systems Bofors AB. 
Den indiska regeringen inledde 2002 en upphandling gällande nya haubitsar till Indiens armé. Detta för att ersätta de Haubits 77B som levererades av Bofors under 1980-talet. Dock har den indiska regeringen avbrutit den fem gånger, senast i juli 2010. Orsaken är att sex olika försvarsindustrier påstås vara inblandade i mutskandaler i Indien, vilket resulterat i att Bofors ensamt stått kvar i upphandlingen. Den indiska regeringen har nu beslutat att gå ut med en ny förfrågan gällande artillerisystem för en ny upphandling. Den artilleripjäs som BAE Systems Bofors AB lämnat in offert på och hoppas på att få sälja, är 155 mm Fälthaubits 77B05 (FH77 B05), som är en dragen artilleripjäs och vidareutveckling av Haubits 77B.

### BAE Systems C-ITS
BAE Systems C-ITS AB, som legalt sett är ett dotterbolag till BAE Systems Bofors AB, tillhandahåller "Interaktiv träning och simulering". Den 28 november 2007 förvärvade BAE Systems också det svenska bolaget Pitch Technologies AB som arbetar inom samma område.

## Produkter

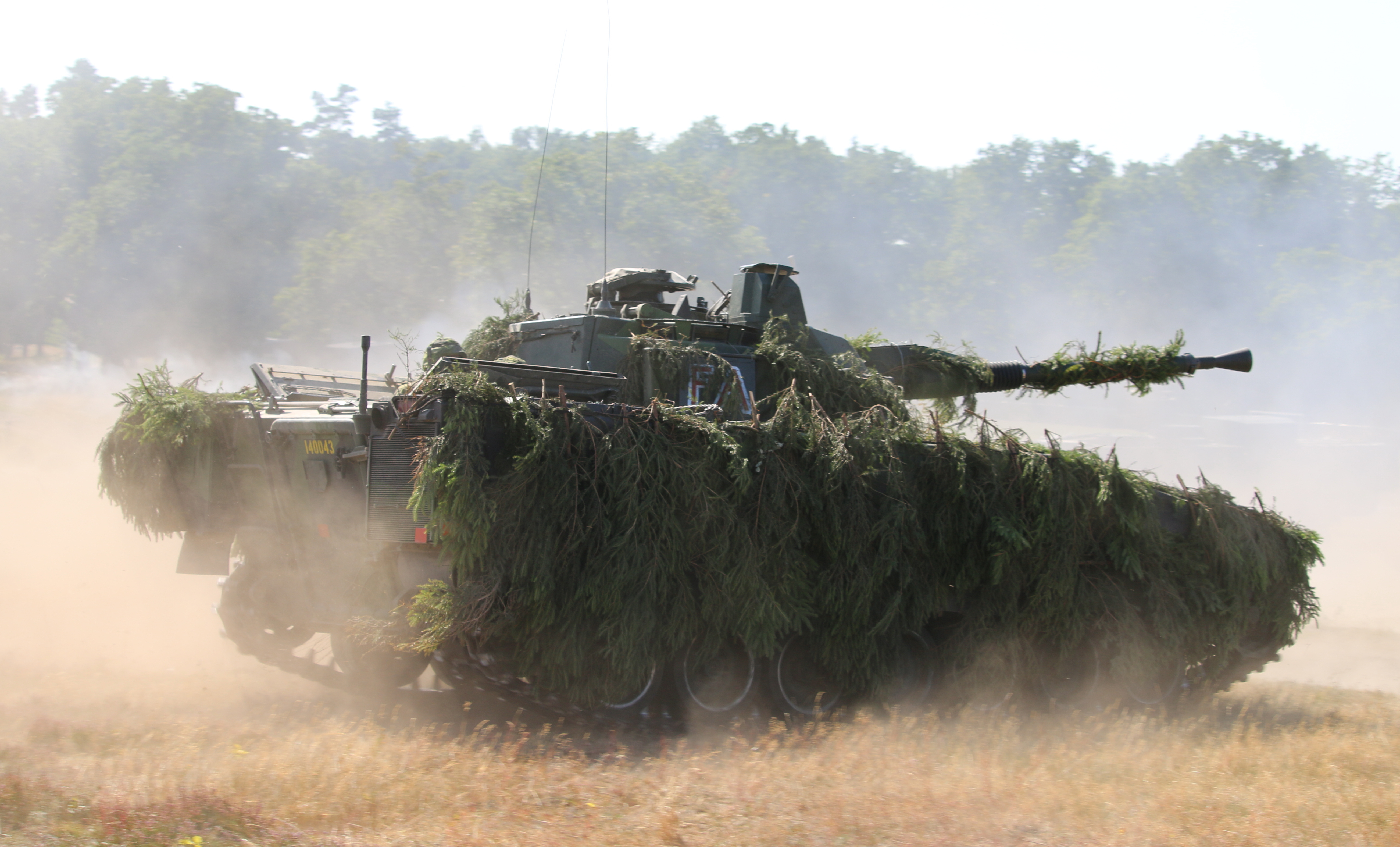
Stridsfordon 90

### Terrängfordon
- Bandvagn 206
- BvS 10

### Stridsfordon
- Stridsfordon 90
- SEP
- Alligator

### Vapensystem
- AMOS (granatkastare)
- ARCHER Artillerisystem
- Bofors 40 mm automatkanon
- Haubits 77
- Haubits 77BD
- FH77 B05

### Ammunition
- XM982 Excalibur
- Bonus Ammunition
- 3P Ammunition

### HPM-System
- Bofors HPM Blackout

## Tidigare produkter
- 10,5 cm haubits m/40
- 15 cm haubits m/39
- 15,2 cm kanon M/03
- 15,2 cm kanon m/37
- 15,2 cm kanon m/98
- 15,2 cm kustartilleripjäs m/51
- 15,5 cm Haubits F
- 20 mm Lvakan m/40-70
- Bandkanon 1
- 12 cm rörlig kustartilleripjäs m/80